# Дмитрієвка (Половинський округ)
Дми́́трієвка (рос. Дмитриевка) — присілок у складі Половинського округу Курганської області, Росія.
Населення — 28 осіб (2010, 64 у 2002).
Національний склад станом на 2002 рік:
- росіяни — 81 %